# Claude Bourquard
Claude Bourquard (Belfort, 5 marzo 1937) è un ex schermidore francese, vincitore di una medaglia di bronzo nella scherma ai giochi olimpici.